# Trattato Cobden-Chevalier

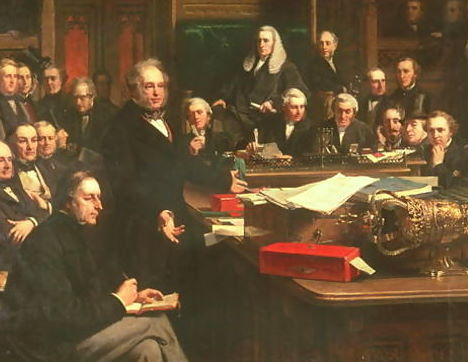
Lord Palmerston parla alla Camera dei Comuni durante il dibattito sul trattato Cobden–Chevalier, nel febbraio 1860 (dipinto di John Phillip del 1863).

Il trattato Cobden–Chevalier è stato un accordo anglo-francese firmato da Regno Unito e Francia il 23 gennaio 1860. Prende il nome dai due promotori, Richard Cobden e Michel Chevalier e viene considerato come il primo trattato commerciale moderno.

## Origini e negoziati
In una sessione del parlamento di Londra del 1859, l'amico e alleato politico di Cobden, John Bright, chiese perché, invece di spendere ingenti somme per armamenti contro una possibile invasione francese, il governo non tentasse di persuadere l'Imperatore francese a commerciare liberamente con il Regno Unito. Dopo aver letto questo discorso, Chevalier scrisse a Cobden e fece in modo di incontrarlo in Inghilterra. Scoprì che Cobden aveva in programma di visitare Parigi, per motivi familiari, in inverno. Chevalier esortò Cobden a incontrare l'imperatore per cercare di convincerlo dei benefici del libero scambio. A settembre Cobden rese visita al Cancelliere dello Scacchiere, William Ewart Gladstone ed entrambi concordarono sul fatto che un trattato commerciale tra Regno Unito e Francia sarebbe stato una buona idea.
Dopo i colloqui con Chevalier e il ministro del commercio francese Eugène Rouher a Parigi, Cobden ebbe la sua prima udienza dall'imperatore il 27 ottobre 1859. Discussero di libero scambio e l'imperatore lo informò che avrebbe potuto modificare le tariffe doganali per decreto se la questione fosse stata oggetto di un trattato internazionale, ma era preoccupato che il libero scambio avrebbe gettato i lavoratori francesi fuori dal loro posto di lavoro. Cobden rispose che il libero scambio tendeva ad aumentare piuttosto che a diminuire la domanda di lavoro e che a causa delle sue riforme tariffarie Sir Robert Peel arrivò ad avere grande fama e reputazione nel Regno Unito. L'imperatore rispose: "Sono incantato e lusingato dall'idea di svolgere un lavoro simile nel mio paese, ma è molto difficile in Francia fare riforme. Noi facciamo rivoluzioni, non riforme".
Il 9 dicembre, Chevalier disse a Cobden che Rouher aveva elaborato un piano per un trattato commerciale che sarebbe stato presentato per l'approvazione all'imperatore il giorno successivo. Tuttavia, l'imperatore aveva dei dubbi sui vantaggi che la Francia avrebbe ottenuto adottando il libero scambio: il Regno Unito era così dipendente dal commercio che aveva costantemente paura della guerra mentre la Francia poteva sopportare la guerra molto meglio. Persigny, l'ambasciatore francese nel Regno Unito, avvertì l'imperatore che la guerra con il Regno Unito era una reale possibilità a meno che non fosse stato firmata una qualche tipo di alleanza e che con una tale alleanza in essere non importava cosa pensassero gli altri stati europei. Rouher presentò all'Imperatore il suo piano commerciale con sessanta pagine di argomenti favorevoli, che l'imperatore approvò. L'imperatore annunciò il trattato in una lettera pubblicata il 15 gennaio 1860, che incontrò grande contrarietà tra gli interessi protezionistici.
L'economista della Princeton University, Gene Grossman, descrisse il trattato come "il primo moderno trattato commerciale."

## Firma
Martedì 23 gennaio 1860, al Ministero degli Esteri francese, i plenipotenziari di entrambe le nazioni firmarono il trattato. Lord Cowley, l'ambasciatore britannico in Francia, e Cobden firmarono per il Regno Unito e Jules Baroche, il ministro degli esteri francese, e Rouher per la Francia. Tuttavia si scoprì poi che, nel trattato, era stato scritto "coke" (carbone) inglese anziché britannico, e "porto" per intendere la "spedizione". Il trattato venne riscritto, firmato e registrato il 29 gennaio.

## Effetti
Il trattato ridusse le tariffe doganali francesi sulla maggior parte dei manufatti britannici a livelli non superiori al 30% e quelle britanniche sui vini e sul brandy francesi. Di conseguenza il valore delle esportazioni britanniche in Francia ottenne più di un raddoppio negli anni 1860 e anche l'importazione di vini francesi nel Regno Unito ottenne un risultato simile.
Il trattato inoltre stabiliva lo status di nazione più favorita (NPF) tra i due paesi e gettava le basi per una serie di ulteriori accordi commerciali bilaterali tra gli stati dell'Europa occidentale, ognuno dei quali incorporava la clausola della nazione più favorita. Anche se qui il taglio delle tariffe era già in corso al momento del trattato, la natura non discriminatoria del principio della nazione più favorita rafforzò notevolmente il carattere multilaterale del regime commerciale ottocentesco. Le clausole NPF volevano dire anche che le concessioni bilaterali venivano automaticamente estese a tutti i partecipanti a questa rete di trattati, cosa che deve avere accelerato le riduzioni tariffarie di questo periodo.
La Francia pose fine al trattato nel 1892 in seguito alla Legge Méline.